# Ernest Sterckx
Ernest Sterckx (ur. 1 grudnia 1922 w Westerlo; zm. 3 lutego 1975) był belgijskim kolarzem szosowym. W ciągu swojej 15-letniej (1943-1958) kariery zawodowej wygrał 42 wyścigi.  Specjalizował się w jednodniowych klasykach. Trzykrotnie stawał na najwyższym podium belgijskiego wyścigu Omloop Het Volk.

## Ważniejsze zwycięstwa
- 1946 - Gandawa-Wevelgem
- 1947 - La Flèche Wallonne, Paryż-Bruksela, Halle–Ingooigem
- 1949 - Tour of Belgium, Nokere Koerse
- 1951 - Grote Scheldeprijs
- 1952, 1953, 1956 - Omloop Het Volk

## Przynależność drużynowa
- 1943 - sponsor indywidualny
- 1944 - Trialoux
- 1945 - Alcyon
- 1946 - 1947 - Alcyon-Dunlop
- 1948 - Elve-Peugeot
- 1949 - Alcyon-Dunlop
- 1950 - 1951 - Terrot-Wolber
- 1952 - 1954 - Peugeot-Dunlop
- 1955 - l'Avenir
- 1956 - Gitane-Hutchinson